# Josemari Fujimoto
Josemari Fujimoto (jap. 藤本 ホセマリ, Fujimoto Hosemari; * 19. Mai 1975), auch Hosemari Fujimoto, ist ein japanischer Badmintonspieler. 

## Karriere
Josemari Fujimoto besuchte zuerst die Minato-Mittelschule in Yokohama und dann die Oberschule Koshigaya-Süd. Nach seinem Studium an der Chūō-Universität trat er April 1998 in das Unternehmen Nihon Unisys ein und spielt seitdem für deren Werksmannschaft der Männer.
Josemari Fujimoto wurde 1999 Dritter bei den Auckland International. Die Alljapanische Badminton-Meisterschaft der Erwachsenen gewann er 2000 und 2003 im Herreneinzel und erreichte den dritten Platz 2001. Bei den allgemeinen Meisterschaften erreichte er 2003 im Einzel den dritten Platz. Bei den Asienspielen 2002 belegte er sowohl im Mixed als auch im Doppel Platz neun in der Endabrechnung. 2003 wurde er Dritter bei den Sri Lanka International.

## Sportliche Erfolge
| Saison | Veranstaltung                | Disziplin    | Platz | Name                                 |
| ------ | ---------------------------- | ------------ | ----- | ------------------------------------ |
| 1999   | Guatemala International      | Herreneinzel | 5     | Josemari Fujimoto                    |
| 1999   | Auckland International       | Herreneinzel | 3     | Josemari Fujimoto                    |
| 1999   | Auckland International       | Herrendoppel | 3     | Josemari Fujimoto / Naoshige Kataoka |
| 2002   | Asienspiele                  | Herrendoppel | 9     | Shō Sasaki / Josemari Fujimoto       |
| 2002   | Asienspiele                  | Mixed        | 9     | Josemari Fujimoto / Seiko Yamada     |
| 2003   | Japan: Einzelmeisterschaften | Herreneinzel | 3     | Josemari Fujimoto                    |
| 2003   | Sri Lanka International      | Herreneinzel | 3     | Josemari Fujimoto                    |
| 2003   | Miami PanAm International    | Herreneinzel | 5     | Josemari Fujimoto                    |

## Referenzen
1. 1 2  プロフィール Josemari Fujimoto 藤本ホセマリ　- 日本ユニシス実業団バドミントン部. Nihon Unisys, abgerufen am 11. November 2011 (japanisch).

| Personendaten    | Personendaten                                |
| ---------------- | -------------------------------------------- |
| NAME             | Fujimoto, Josemari                           |
| ALTERNATIVNAMEN  | 藤本ホセマリ (japanisch); Fujimoto, Hosemari |
| KURZBESCHREIBUNG | japanischer Badmintonspieler                 |
| GEBURTSDATUM     | 19. Mai 1975                                 |